# Pentaria trifasciata
Pentaria trifasciata är en skalbaggsart som först beskrevs av Melsheimer 1846.  Pentaria trifasciata ingår i släktet Pentaria och familjen ristbaggar. Inga underarter finns listade i Catalogue of Life.